# Anoplosiagum flavicollis
Anoplosiagum flavicollis är en skalbaggsart som beskrevs av Chapin 1935. Anoplosiagum flavicollis ingår i släktet Anoplosiagum och familjen Melolonthidae. Inga underarter finns listade i Catalogue of Life.